# Santiago Marraco
Santiago Marraco Solana, né le 25 juillet 1938 à Canfranc, est un homme politique espagnol membre du Parti socialiste ouvrier espagnol (PSOE).
Il est président de la Députation générale d'Aragon entre 1983 et 1987.

## Biographie

### Une carrière d'ingénieur
En 1962, il obtient un doctorat de génie forestier à l'École technique supérieure des ingénieures forestiers (ETSIM) de Madrid. Il intègre le corps supérieur des ingénieurs forestiers en 1966 et se voit alors affecté au district forestier de Huesca.
Il rejoint le personnel de l'Institut national de conservation de la nature (ICONA) lors de sa création en 1971.

### Député au Congrès et ascension
En 1974, il participe à la fondation Parti socialiste d'Aragon (PSA), dont il est élu secrétaire général en 1978. Il est alors perçu comme un partisan de la fusion avec le PSOE, qui se produit dès le 31 juillet.
Pour les élections législatives du 1er mars 1979, il est investi tête de liste dans la province de Huesca. Avec son résultat de 27,6 %, il assure son élection au Congrès des députés. Au cours de ce premier mandat, il siège à la commission des Travaux publics et à la commission de l'Agriculture. En novembre, il devient le secrétaire général du Parti des socialistes d'Aragon-PSOE (PSOE-Aragon).
Il est réélu parlementaire lors des élections législatives anticipées du 28 octobre 1982, et ne conserve que son poste de membre de la commission parlementaire de l'Agriculture.

### Président d'Aragon
En février 1983, il est investi chef de file électoral du PSOE-Aragon pour les élections autonomiques du 8 mai 1983, par 113 voix contre 2 en faveur de l'ancien député de Saragosse Ángel Cristóbal Montes. Le jour du scrutin, les socialistes totalisent 47,2 % des suffrages exprimés et 33 députés sur les 66 des Cortes. Le 27 mai, Santiago Marraco est investi président de la Députation générale d'Aragon par 35 voix contre 18, bénéficiant du soutien du Parti communiste d'Aragon (PCE) et du Centre démocratique et social (CDS) et de l'abstention des 13 députés du Parti aragonais (PAR). Il annonce, en avril 1986, vouloir engager une réforme du statut d'autonomie afin d'accroître la décentralisation des compétences, notamment dans les domaines de la santé et de l'éducation.
Candidat à sa succession lors des élections autonomiques du 10 juin 1987, il voit les socialistes reculer à 36,2 % et 27 députés sur 67. Le 23 juillet, une alliance entre le Parti aragonais régionaliste (PAR) et l'Alliance populaire (AP) permet l'investiture du régionaliste Hipólito Gómez de las Roces, par 32 voix pour, 29 contre et 6 abstentions. Il doit cependant attendre une semaine pour être relevé de ses fonctions.

### Conservateur de la nature
Santiago Marraco quitte la vie politique régionale le 26 septembre suivant, quand il est nommé directeur de l'ICONA. Trois mois plus tard, il renonce à être de nouveau candidat au secrétariat général du Parti des socialistes d'Aragon-PSOE. Relevé de son poste en septembre 1993, il devient président du patronage du parc national d'Ordesa et du Mont-Perdu, dans la province de Huesca, en juillet 1994. Il est démis de ces responsabilités en mai 1997.